# Thibault Lang-Willar
Thibault Lang-Willar, né le 16 août 1975, est un écrivain, scénariste et réalisateur franco-suisse.

## Œuvres
Romans
- Mars 2003 : Chlore, Denoël
- Janvier 2005 : Trajectoire de l'Idiot, Denoël
- Janvier 2011 : Un Fauteuil pneumatique rose au milieu d'une forêt de conifères, Éditions Héloïse d'Ormesson

Chlore s'est vu décerner le Prix littéraire de la Vocation 2003. Ce prix prestigieux récompense le talent d'un jeune auteur d'expression française, âgé(e) de 18 à 30 ans.
Nouvelles
- 2003 : Station Carnage, revue NRF Gallimard
- 2005 : Petit journal d'un psychotique du vol 547, revue NRF Gallimard
- 2006 : Arrête de mourir, revue NRF Gallimard
- 2007 : Les Rôtis, revue Bordel, N°7 Les Voyous, Scali
- 2008 : L'homme qui était déjà mort, La revue littéraire n°36, Léo Scheer
- 2010 : Les derniers jours de David Carradine, un feuilleton littéraire, Storylab (mars)

Cinéma
- 2021 : réalisateur de L'homme qui voulait dormir produit par Caïmans productions, diffusion OCS.
- 2018 : réalisateur de Tout le monde ne survivra pas produit par Caïmans productions, diffusion Canal+.

- 2013 : réalisateur de La femme qui flottait produit par Karé productions, diffusé par Arte.

Prix révélation au festival européen de Brest - Prix pour le scénario au festival International d'Aubagne - Sélectionné au prix du polar SNCF, au festival international de Clermont-Ferrand, Strasbourg, Montpellier, Kiev, Porto, Nijmegen, et nombreuse sélections et prix dans d'autres festivals...
- 2011 : scénariste de Territoires.

Prix du Meilleur Thriller à la 29e édition du BIFFF (Bruxelles, 2011) - Prix du meilleur réalisateur et Prix du public au Festival de Cine de Terror de Molins de Rei

## Revue de presse
- « Remarqué pour Chlore, son premier roman, déjà ancré aux confins de la folie, Thibault Lang-Willar emmène son lecteur pour une apnée en enfer avec ces textes dopés à l’humour (très) noir, avec un authentique talent. » Le monde
- « Trajectoire de l’idiot est un genre d’Oliver Twist déjanté et sous ecstasy. Brillant. » Libération
- « L’auteur de ces coups de cris au ralenti n’y va pas de main morte, il ose tout, il ose au vitriol… c’en est drôle comme un rire au rasoir. » Pierre Pelot – L’Est Républicain
- « Thibault Lang-Willar est de ces jeunes écrivains à l’imaginaire quelque peu particulier, voire inquiétant, dont les influences sont à chercher du côté du cinéma américain, Tarantino, Larry Clark. C’est drôle, tordu à souhait, incontestablement talentueux. » Livre Hebdo
- « Et si on rit beaucoup, c’est d’un rire à la C’est arrivé près de chez vous qui laisse des traces d’hémoglobine et des relents viscéraux tenaces. » Rolling Stone
- « Quelque part entre Chuck Palahniuk et Hunter S. Thompson. » Citizen K International
- « Le premier roman de Thibault Lang-Willar puise ses fantasmes paranoïaques chez Philip K. Dick, poursuit les illusions virtuelles des « cyberpukers » des années 80 et semble apprécier Guy Debord. A consommer sans modération. » 24 heures